# سامرهاوس، کانتی دورام
سامرهاوس (به انگلیسی: Summerhouse) یک روستا و محله مدنی در بریتانیا است که در Darlington واقع شده‌است. سامرهاوس ۱۴۳ نفر جمعیت دارد.